# Wacław Latocha
Wacław Latocha (25 de outubro de 1936 — 27 de abril de 2006) foi um ciclista polonês. Competiu representando seu país, Polônia, nos Jogos Olímpicos de Verão de 1964 e 1968. Também competiu na corrida de velocidade (1 km) no Campeonato Mundial UCI de Ciclismo em Pista, onde conquistou a medalha de prata.